# Sigrid Lindholm
Sigrid Helena Lindholm (* 3. Februar 1875 in Paris; † 15. Mai 1914 in Kungälv) war eine schwedische Zeichnerin und Malerin.

## Leben
Die Tochter des finnisch-schwedischen Malers Berndt Lindholm und seiner Ehefrau Karolina, geborene Bohle, wurde während des zweiten Parisaufenthalt ihrer Eltern als deren zweites Kind – nach dem Bruder Ragnar – in Frankreich geboren und von einem norwegischen Geistlichen getauft. Der damals in Paris tätige und mit den Eltern befreundete Maler Albert Edelfelt wurde ihr Pate. Noch im selben Jahr kehrte die Familie nach Schweden zurück. Sigrid Lindholm studierte an der Hochschule für Design und Kunsthandwerk in Göteborg und 1892 bei Carl Larsson an der dem Museum Göteborg angeschlossenen Kunsthochschule Valand, an der ihr Vater unterrichtete. Danach wechselte sie an die Technische Schule (Tekniska Skolan) in Stockholm und arbeitete schließlich unter Otto Eckmann am Gewerbemuseum in Berlin.
Sigrid Lindholm starb bereits im Alter von 39 Jahren. Sie hinterließ Stillleben, Bildnisse, Interieurs und Landschaftskompositionen, zeigte ihre Arbeiten jedoch nur selten öffentlich. Eine Ausnahme bildete eine Ausstellungsbeteiligung in der Liljevalch Kunsthalle (Liljevalchs konsthall) in Stockholm. Eine Gedächtnisausstellung fand 1948 im Kunstsalon Lorensberg (Lorensbergs konstsalong) in Göteborg statt.